# Aiko Nakamura
Aiko Nakamura (jap. 中村藍子 Nakamura Aiko) – japońska tenisistka, ur. 28 grudnia 1983 w Osace, reprezentantka w Pucharze Federacji.
Grająca w nietypowy sposób Japonka (praworęczna, z oburęcznym zarówno bekhendem, jak i forhendem) nie odniosła dotychczas zwycięstwa turniejowego w cyklu głównym WTA Tour, ale dzięki regularnym wynikom w 2005 znalazła się w czołowej setce rankingu, a w sierpniu 2007 osiągnęła najwyższą pozycję w karierze – nr 47 na świecie. Wygrała cztery turnieje nieco niższej rangi, rozgrywane pod auspicjami Międzynarodowej Federacji Tenisowej (ITF Women's Circuit), w Haibara i Louisville (w 2004), w Gifu w 2009 oraz Tsukubie w 2011. Do jej najcenniejszych indywidualnych zwycięstw można zaliczyć pokonanie Włoszki Pennetty (w sierpniu 2005 w Los Angeles), rodaczki Ai Sugiyamy (we wrześniu 2004 na Bali), Argentynki Giseli Dulko (w styczniu 2006 w Australian Open; na tym turnieju osiągnęła III rundę, 1/16 finału).
W kwietniu 2005 debiutowała w reprezentacji narodowej w Pucharze Federacji. W swoim pierwszym występie uległa Czeszce Vaidišovej, natomiast w kolejnej rundzie udało się jej pokonać Bułgarkę Karatanczewą. Japonia występowała w sezonie 2005 w Grupie Światowej II (odpowiednik II ligi).
W październiku 2006 roku osiągnęła pierwszy finał turnieju WTA w karierze podczas turnieju w Tokio.
Na początku roku 2008 w wielkoszlemowym Australian Open odpadła w pierwszej rundzie. Przegrała z Justine Henin 2:6, 2:6.

## Wygrane turnieje rangi ITF
| turnieje z pulą nagród 100 000 $ |
| turnieje z pulą nagród 75 000 $  |
| turnieje z pulą nagród 50 000 $  |
| turnieje z pulą nagród 25 000 $  |
| turnieje z pulą nagród 15 000 $  |
| turnieje z pulą nagród 10 000 $  |

### Gra pojedyncza
|    | Data       | Turniej    | Kat. | ($)    | Naw.     | Finalistka         | Wynik         |
| -- | ---------- | ---------- | ---- | ------ | -------- | ------------------ | ------------- |
| 1. | 08/08/2004 | Louisville | ITF  | 50 000 | twarda   | Vilmarie Castellvi | 6:4, 6:2      |
| 2. | 24/10/2004 | Haibara    | ITF  | 25 000 | dywanowa | Yuka Yoshida       | 6:1, 6:4      |
| 3. | 03/05/2009 | Gifu       | ITF  | 50 000 | dywanowa | Tomoko Yonemura    | 6:1, 6:4      |
| 4. | 04/09/2011 | Tsukuba    | ITF  | 25 000 | twarda   | Chan Chin-wei      | 6:3, 2:6, 6:3 |